# Шотландский гвардейский полк
Шотландский гвардейский полк (англ. Scots Guards) — один из пяти полков пешей гвардии Британской армии. Он возник в качестве личных телохранителей короля Англии и Шотландии Карла I. Его родословную можно проследить до 1642 года, хотя он был включён в состав Английской армии (став, таким образом, частью нынешней Британской армии) только в 1686 году.

## История

### XVII век
Шотландский гвардейский полк ведёт своё происхождение от Королевского полка маркиза Аргайла (англ. Marquis of Argyll’s Royal Regiment), сформированного в 1642 году Арчибальдом Кэмпбеллом, 1-м маркизом Аргайла, в ответ на восстание в Ирландии в 1641 году. После реставрации Карла II граф Джордж Линлитгоу получил распоряжение от 23 ноября 1660 года о создании полка, который был назван Шотландский полк пеших гвардейцев (англ. The Scottish Regiment of Footguards).
Полк участвовал в восстании ковенантеров 1679 года и в восстании Аргайла в июне 1685 года, после которого был расширен до двух батальонов. Когда в 1689 году началась Девятилетняя война, первый батальон был отправлен во Фландрию; второй служил в Ирландии, участвовал в битве при Бойне в 1690 году, а затем присоединился к Первому в 1691 году. Объединенное подразделение сражалось при Стенкерке и Неервиндена, а также при Намюре в 1695 году. После Райсвикского договора 1697 года полк вернулся в Шотландию.

### XVIII век
Во время войны за испанское наследство гвардейцы оставались в Шотландии; переименованный в 3-й полк пеших гвардейцев (англ. The Third Regiment of Foot Guards), он переехал в Лондон в 1712 году и не возвращался в Шотландию ещё 100 лет. Во время войны за австрийское наследство 1740—1748 гг. первый батальон служил при Деттингене в 1743 г. и Фонтенуа в апреле 1745 г., поражение англичан прославилось тем, что французские гвардейцы (фр. Régiment des Gardes françaises) и гренадеры предложили друг другу стрелять первыми.
Во время восстания якобитов 1745 года оба батальона находились в Лондоне; на гравюре Уильяма Хогарта они изображены марширующими, чтобы занять оборонительные позиции в северной части Лондона. Однако якобитская армия повернула назад при Дерби, и в июле 1747 года второй батальон был отправлен во Фландрию, где сражался при Лауфельде, после чего война закончилась заключением договора в Экс-ла-Шапель.
В отсутствие современной полиции военные часто использовались для борьбы с толпой; в книге «Мемуары георгианского грабителя» (Memoirs of a Georgian Rake) Уильям Хикки описывает, как отряд «Третьего полка гвардейцев, в основном шотландцев» разогнал толпу, пытавшуюся освободить из тюрьмы радикального политика Джона Уилкса в 1768 году.

### 1805—1913
В апреле 1809 года 1-й батальон был отправлен на Пиренейский полуостров и участвовал в полуостровной войне в Португалии и Испании. Он участвовал в переправе через реку Дору 12 мая, операции, которая завершилась настолько успешно, что после действий в Опорто и его окрестностях французская армия полностью отступила к Амаранте. В конце июля 1809 года полк принял участие в битве при Талавере, одном из самых кровопролитных и ожесточенных сражений во время войны.
Фланговые роты 2-го батальона участвовали в катастрофической Вальхеренской кампании в Нидерландах. 1-й батальон участвовал в битве при Фуэнтес-де-Оньоро в мае 1811 года, битве при Саламанке в июле 1812 года, осаде Сан-Себастьяна летом 1813 года и битве при Ниве в декабре 1813 года.
В битве при Ватерлоо в июне 1815 года шотландский гвардейский полк расположился на гребне хребта сразу за Угумоном. Их лёгкие роты под командованием подполковника Джеймса Макдоннелла удерживали ферму Угумон на протяжении всего сражения, что было ключевой оборонительной позицией на правом фланге союзной армии.

### Первая мировая война
1-й батальон, входивший в состав 1-й (гвардейской) бригады 1-й дивизии, был частью Британских экспедиционных сил, прибывших во Францию в 1914 году. Батальон участвовал в битве при Монсе в августе 1914 года, в первой битве на Марне в сентябре 1914 года и в битве на Эне также в сентябре 1914 года. Затем 1-й и 2-й батальоны приняли участие в Первой битве при Ипре в ноябре 1914 года, битве за хребет Обер в мае 1915 года и битве при Лоосе в сентябре 1915 года. В июле 1916 года шотландские гвардейцы приняли участие в первой битве на Сомме, а в июле 1917 года полк начал участвовать в битве при Пашендейле. В марте 1918 года они участвовали во второй битве на Сомме, а осенью полк принял участие в последних сражениях войны на Западном фронте.

### Вторая мировая война
В апреле 1940 года 1-й батальон в составе 24-й гвардейской бригады принял участие в своей первой кампании войны, во время экспедиции в Норвегию.
В Северной Африке, в составе 22-й гвардейской бригады, 2-й батальон участвовал в боях против итальянцев в Египте, а затем в тяжелых боях в Ливии, которая в то время также контролировалась Италией. В Северной Африке в марте 1943 года 2-й батальон участвовал в оборонительном сражении при Меденине, после того как немцы контратаковали союзников.
В сентябре 1943 года 2-й батальон в составе 201-й гвардейской бригады 56-й (лондонской) дивизии участвовал в высадке в Салерно. В декабре 1943 года 1-й батальон в составе 24-й гвардейской бригады прибыл на итальянский театр военных действий. В битве под Монте-Кассино в начале 1944 года 2-й батальон понёс большие потери в тяжёлых боях.
В мае 1944 года 1-й батальон в составе своей бригады вошел в состав 6-й южноафриканской бронетанковой дивизии. Полк участвовал во многих ожесточённых боях в течение 1944 года, в том числе в боях против немецкой оборонительной «Готской линии».

### Послевоенное время
После Второй мировой войны Шотландский гвардейский полк принимал участие в ряде колониальных войн Великобритании. В 1948 году 2-й батальон Шотландского гвардейского полка был направлен в Малайю (ныне Малайзия) для подавления восстания, вдохновленного коммунистами и выступавшего за независимость, во время конфликта, известного как Война в Малайе. Во время пребывания в Малайе 2-й батальон выполнял различные обязанности, включая, во время участия в ЧП, охрану, патрулирование в густых джунглях и нападения на партизан Освободительной армии народов Малайи (MNLA). В этот период батальон был вовлечен в инцидент, известный как резня в Батанг Кали, где он был ответственен за казнь 24 безоружных гражданских лиц. К моменту отъезда батальона из Малайи в 1951 году домой, он потерял тринадцать офицеров и других рядовых.
К концу 1951 года 1-й батальон был переброшен на Кипр, а в феврале 1952 года батальон был переброшен в зону Суэцкого канала. В феврале 1962 года 2-й батальон прибыл в Кению, где действовал в поддержку гражданской власти во время восстания Мау-Мау. В 1965 году 1-й батальон совершил две командировки на Борнео во время индонезийско-малайзийской конфронтации.
Как 1-й, так и 2-й батальоны были направлены в Северную Ирландию во время смуты в начале 1970-х годов. За время службы в Северной Ирландии шотландские гвардейцы потеряли 12 человек убитыми в бою. В 1992 году они участвовали в спорном расстреле гражданского Питера Макбрайда, за что двое солдат были осуждены за убийство.
Во время Фолклендской войны 1982 года основные силы Шотландского гвардейского полка начали наступление с западной стороны горы Тамблдаун. В ходе сражения ранним утром 14 июня 1982 года бойцы 2-го батальона «в беретах вместо касок» предприняли штыковую атаку на стойких аргентинских защитников, которая привела к ожесточенным и кровопролитным боям и стала одной из последних штыковых атак британской армией..
В 2004 году 1-й батальон отправился в Ирак на 6 месяцев в составе 4-й бронетанковой бригады. 4-я бригада освободила 1-ю механизированную бригаду и вошла в состав Многонациональной дивизии (юго-восток), которая находилась под британским командованием.
В 2021 году 1-й батальон переехал в казармы Сомма, гарнизон Каттерик, в рамках реформы «Армия 2020».
1 мая 2022 года (с задержкой по сравнению с первоначально запланированным 1 апреля 2022 года) солдаты (лондонской шотландской) роты A, в связи с переходом Лондонского полка в полк пешей гвардии, стала именоваться как рота G (мессинская) Шотландского гвардейского полка в составе 1-го батальона Лондонского гвардейского полка (London Guards).

## Традиции
Шотландский гвардейский полк и другие гвардейские полки имеют давние связи с Парашютным полком. Гвардейцы, прошедшие курс отбора в роту «П», переводятся в гвардейский парашютный взвод, который входит в состав 3-го батальона Парашютного полка. Это продолжение линии 1-й (гвардейской) отдельной парашютной роты, которая была первоначальной группой следопытов (Pathfinder Group) 16-й десантно-штурмовой бригады.
Шотландский гвардейский полк считается третьим полком в Гвардейской дивизии. Поэтому шотландских гвардейцев можно узнать по пуговицам на их кителях, расположенным в три ряда.

## Структура и роль
С 1993 года рота F, постоянно базирующаяся в Веллингтонских казармах в Лондоне для выполнения общественных обязанностей, является хранителем цветов и традиций 2-го батальона, который в 1993 году был переведён в постоянный режим ожидания в результате программы Options for Change. Ранее рота F входила в состав 2-го батальона в качестве «роты оружия поддержки», обслуживая миномёты, противотанковые орудия и разведывательные машины.
Полк состоит из одного оперативного батальона, который базировался в Каттерике с 2008 по 2015 год, после чего передислоцировался в Олдершот для выполнения функций механизированной пехоты. 1-й батальон будет оснащен машинами Mastiff (а позднее механизированными пехотными машинами (MIV)). 1-й батальон не будет чередовать публичные церемониальные обязанности, в отличие от других гвардейских полков, где эту роль выполняет рота F.
После комплексного обзора рота A (лондонская шотландская) Лондонского полка на Рочестер Роу, Вестминстер, стала ротой G (мессинская) Шотландского гвардейского полка.

## Боевые почести
Боевые отличия Шотландского гвардейского полка следующие:
- Перед Первой мировой войной: Namur 1695, Dettingen, Lincelles, Egypt, Talavera, Barrosa, Fuentes de Oñoro, Salamanca, Nive, Peninsula, Waterloo, Alma, Inkerman, Sevastopol, Tel-er-Kebir, Egypt 1882, Suakin 1885, Modder River, South Africa 1899—1902
- Первая мировая война:
  - Западный фронт: Retreat from Mons, Marne 1914, Aisne 1914, Ypres 1914 1917, Langemarck 1914, Gheluvelt, Nonne Bosschen, Givenchy 1914, Neuve Chapelle, Aubers, Festubert 1915, Loos, Somme 1916 1918, Flers-Courcelette, Morval, Pilckem, Poelcapelle, Cambrai 1917 1918, St. Quentin, Albert 1918, Bapaume 1918, Arras 1918, Drocourt-Quéant, Hindenburg Line, Havrincourt, Canal du Nord, Selle, Sambre, France and Flanders 1914-18
- Вторая мировая война:
  - Северо-западная Европа: Stien, Norway 1940, Quarry Hill, Estry, Venlo Pocket, Rhineland, Reichswald, Kleve, Moyland, Hochwald, Rhine, Lingen, Uelzen, North-West Europe 1944-45
  - Северная Африка: Halfaya 1941, Sidi Suleiman, Tobruk 1941, Gazala, Knightsbridge, Defence of Alamein Line, Medenine, Tadjera Khir, Medjez Plain, Grich el Oued, Djebel Bou Aoukaz 1943 I, North Africa 1941-43
  - Италия: Salerno, Battipaglia, Volturno Crossing, Rocchetta e Croce, Monte Camino, Campoleone, Carroceto, Trasimene Line, Advance to Florence, Monte San Michele, Catarelto Ridge, Argenta Gap, Italy 1943-45
- После ВМВ: Tumbledown Mountain (Falkland Islands 1982), Gulf 1991

## Старшинство
| Старший полк Колдстримский гвардейский полк | Пехотный порядок старшинства | Младший полк Ирландский гвардейский полк |